# Први кинеско-јапански рат
Први кинеско-јапански рат (25. јул 1894—17. април 1895) се водио између кинеске династије Ћинг и Меиџијевског Јапана, првенствено око контроле над Корејом. Након више од шест месеци непрекидних успеха јапанских копнених и поморских поморских снага и пада кинеске луке Вејхај, кинеско вођство је затражило мир у фебруару 1895. године. Рат је окончан миром из Шимоносекија, по ком је Кина признала независност Кореје, а острво Формозу (Тајван) предала Јапану.
Рат је показао неуспех покушаја династије Ћинг да модернизује своју војску и одбије претње свом суверенитету, нарочито у поређењу са Јапаном након Меиџи обнове. По први пут регионална доминација у источној Азији прешла је са Кине на Јапан; престиж династије Ћинг, заједно са класичном традицијом у Кини, је задобио велики ударац. Понижавајући губитак Кореје као вазална држава изазвао је невиђено негодовање јавности. У оквиру Кине пораз је био катализатор за низ политичких превирања које су предводили Суен Јатсен и Канг Јувеј, што је кулминирало револуцијом из 1911. године.

## Позадина
Након два века јапанској политици самоизолације под шогунима из Едо периода дошао је крај када је земља била приморана да се отвори за трговину након америчке интервенције 1854. године. У годинама након Меиџи обнове 1868. и пада шогуна, Јапан се преобразио из феудалног друштва у модерну индустријску државу. Јапанци су слали делегације и студенте широм света да уче и прихвате западне вештине и знање, са намером да начине Јапан равним са западним силама. Кореја је наставила са покушајима да одбије странце, одбијајући амбасаде из страних земаља и отварањем ватре на бродове у близини својих обала. На почетку рата, Јапан је имао корист од три деценије реформи, што је учинило Кореју назадном и рањивом.

### Сукоб у Кореји
Као новонастала сила, Јапан је окренуо своју пажњу ка суседној Кореји. У интересу своје безбедности, Јапан је желео да спречи било коју другу силу да припоји или да доминира Корејом, или барем да се осигура ефективна независност Кореје, и био је одлучан да оконча вековима стару кинеску врховну власт. Како је пруски саветник мајор Клеменс Мекел објаснио јапанској војсци, Кореја је била "бодеж уперен у срце Јапана". Осим тога, Јапан је схватао потенцијалне економске користи од корејских резерви угља и руде гвожђа за све већу индустријску базу у Јапану, и од увоза пољопривредних производа Кореје да нахрани све већу јапанску популацију.
Након неколико сукоба између корејских изолациониста и Јапанаца, Јапан је 27. фебруара 1876. године наметнуо Јапанско-корејски споразум из 1876., што је приморало Кореја да се отвори за јапанску трговину. Сличне уговори су потписани између Кореје и других земаља.
Кореја је традиционално била вазална држава династије Ћинг, која је имала велики утицај на конзервативне корејске званичнице окупљене око краљевске породице династије Јосон. Мишљење у самој Кореји је било подељено: конзервативци желели да се задржи традиционални однос према Кини, а реформисти су хтели да приђу Јапану и западним земљама. Након два Опијумска рата против Британаца у 1839. и 1856, као и Кинеско-француског рата, Кина није била у стању да се одупре угрожавањима са стране западних сила. Јапан је видео прилику да преузме положај Кине у стратешки важној Кореји.

## Последице
Успех Јапана током рата био је резултат модернизације и индустријализације започете две деценије раније. Рат је показао супериорност јапанске тактике и обуке од усвајања војске западног стила. Јапанска царска војска и Јапанска царска морнарица нанеле су низ пораза Кинезима кроз предвиђање, издржљивост, стратегију и моћ организације. Престиж Јапана је порастао у очима света, а победа је одразила успех Меиђи рестаурације. Јапан је претрпео само мали губитак живота и блага у замену за доминацију Тајвана, Пескадора и полуострва Љаодонг у Кини. Његове одлуке о напуштању политике изолације и учењу напредне политике од западних земаља такође су постале добар пример за друге азијске земље. Као резултат рата, Јапан је почео да има једнак статус са западним силама, и његова победа је успоставила Јапан као доминантну силу у Азији, при чему су они задобили неколико преко потребних ресурса као што је гвожђе за њихову континуирану модернизацију и проширење. То је такође појачало јапанске амбиције агресије и војне експанзије у Азији. Пошто је Јапан имао много користи од споразума, то је подстакло јапанску амбицију да настави са инвазијом на Кину и учинило кинеску националну кризу озбиљном без преседана. Степен полуколонизације је знатно продубљен. После победе Јапана, остале империјалистичке силе су такође сматрале да би могле да извуку корист од Кине. Затим су почели да деле Кину у наредних неколико година.